# Agustí Macià i Ferrer
Agustí Macià i Ferrer (Lloret de Mar, ca. 1807 - Lloret de Mar, 1878) fou un mestre d'aixa català.
Conegut com a Es Vaiapare, el seu nom es troba relacionat entre els anys 1817 i 1826 com a constructor de barques de tràfic a Lloret de Mar, però resulta probable que aquestes construccions siguin atribuïdes al seu pare, ja que tenien el mateix nom. De fet, la destrucció dels registres parroquials l'any 1936 no permet identificar amb seguretat el seu segon cognom, molt probablement Ferrer. Des de 1834 fins al 1869, fou director i propietari d'una de les principals drassanes de Lloret de Mar, juntament amb les de Bonaventura Ribas i Sebastià Pujol, que es va especialitzar en la construcció de pollacres i bergantíns. Entre d'altres, destaquen el bergantí Segundo Romano (1869) o l'allargament del casc de la pollacra Bella Dolores (1876).